# Dukuhdamu
Dukuhdamu is een bestuurslaag in het regentschap Tegal van de provincie Midden-Java, Indonesië. Dukuhdamu telt 3735 inwoners (volkstelling 2010).